# Comuna Arjeplog
Arjeplog (Arjeplogs kommun) este o comună din comitatul Norrbottens län, Suedia, cu o populație de 2.980 locuitori (2013).

## Geografie

### Zone urbane
Lista celor mai mari zone urbane din comună (anul 2015) conform Biroului Central de Statistică al Suediei:
| Nr | Zona urbană | Pop.  |
| -- | ----------- | ----- |
| 1  | Arjeplog    | 1.822 |

## Demografie
| \| Evoluția demografică în comuna Arjeplog, 1970–2015 \| Evoluția demografică în comuna Arjeplog, 1970–2015 \| Evoluția demografică în comuna Arjeplog, 1970–2015 \| Evoluția demografică în comuna Arjeplog, 1970–2015 \| Evoluția demografică în comuna Arjeplog, 1970–2015 \| \| ----------------------------------------------------------------------------------------------------- \| -------------------------------------------------- \| -------------------------------------------------- \| -------------------------------------------------- \| -------------------------------------------------- \| \| An \| \| \| Locuitori \| \| \| 1970 \| 1970 \| \| 4379 \| 4379 \| \| 1975 \| 1975 \| \| 4192 \| 4192 \| \| 1980 \| 1980 \| \| 4041 \| 4041 \| \| 1985 \| 1985 \| \| 3927 \| 3927 \| \| 1990 \| 1990 \| \| 3753 \| 3753 \| \| 1995 \| 1995 \| \| 3697 \| 3697 \| \| 2000 \| 2000 \| \| 3384 \| 3384 \| \| 2005 \| 2005 \| \| 3159 \| 3159 \| \| 2010 \| 2010 \| \| 3161 \| 3161 \| \| 2015 \| 2015 \| \| 2887 \| 2887 \| \| Sursa: SCB - Statistika Centralbyrån, Folkmängd efter region, civilstånd, ålder och kön. År 1968–2016 \| \| \| \| \| |      |  |           |      |
| Evoluția demografică în comuna Arjeplog, 1970–2015 |      |  |           |      |
| An |      |  | Locuitori |      |
| 1970 | 1970 |  | 4379      | 4379 |
| 1975 | 1975 |  | 4192      | 4192 |
| 1980 | 1980 |  | 4041      | 4041 |
| 1985 | 1985 |  | 3927      | 3927 |
| 1990 | 1990 |  | 3753      | 3753 |
| 1995 | 1995 |  | 3697      | 3697 |
| 2000 | 2000 |  | 3384      | 3384 |
| 2005 | 2005 |  | 3159      | 3159 |
| 2010 | 2010 |  | 3161      | 3161 |
| 2015 | 2015 |  | 2887      | 2887 |
| Sursa: SCB - Statistika Centralbyrån, Folkmängd efter region, civilstånd, ålder och kön. År 1968–2016 |      |  |           |      |